# Bleptina clavalis
Bleptina clavalis là một loài bướm đêm trong họ Noctuidae.